# Modulární architektura

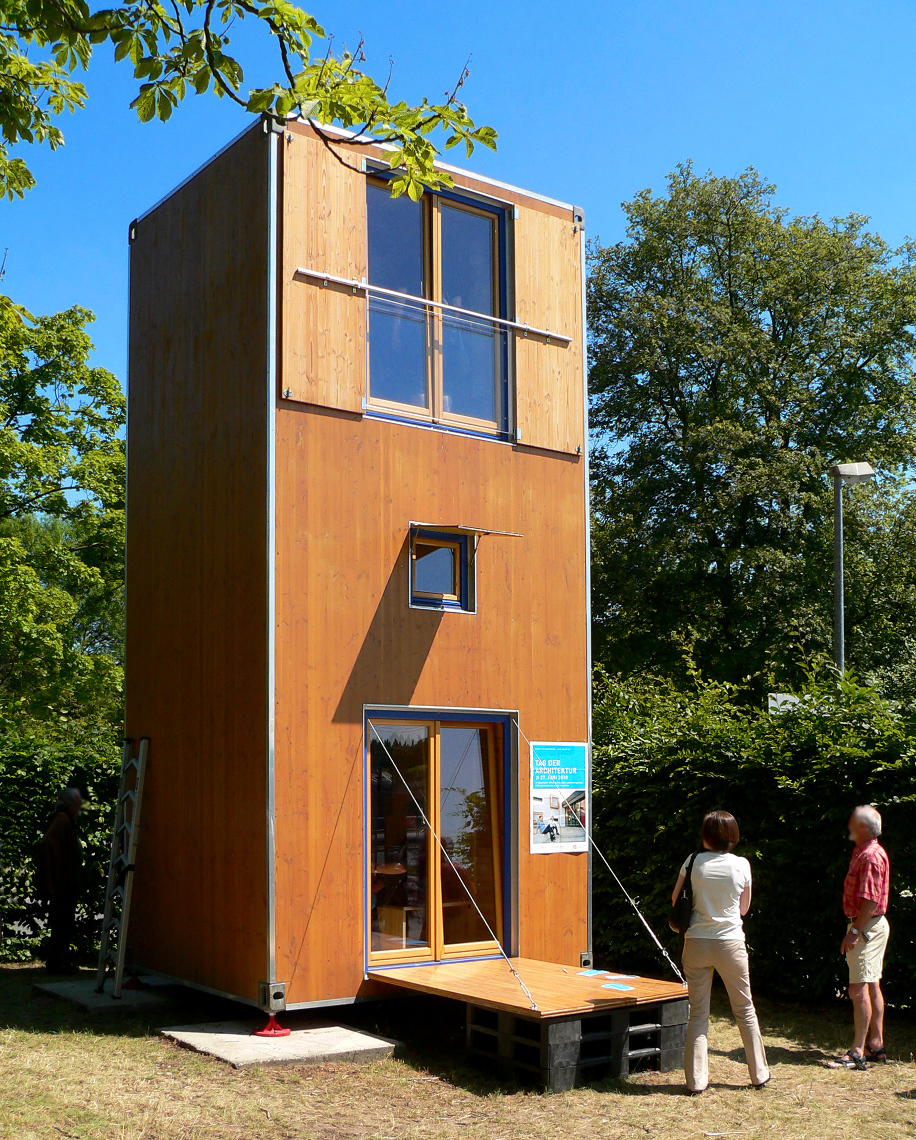
Han Slawik – modulární obytný domek v Hannoveru

Modulární architektura je formou architektury, která se zakládá na využití principu modulární výstavby.

## Základní charakteristika
Mezi základní vlastnosti modulární architektury patří rychlost výstavby, téměř výhradní užití suchého procesu, mobilita a snadná možnost demontáže a převozu na jiný pozemek. Díky těmto vlastnostem se moduly hojně využívají jako dočasné stavby, nebo rychlé řešení nedostatku bydlení po živelních katastrofách apod. Dnes se ale modulární systémy čím dál více i z důvodů ekologické nenáročnosti využívají i v klasických sférách občanské i bytové výstavby, oprošťují se od své původní čistě utilitární funkce a stávají se plnohodnotnou architekturou.

## Historie

### Počátky
Kořeny modulární výstavby spadají do počátku 20. století, kdy v roce 1908 začala prodávat firma Sears Roebuck & Co tzv. „kit homes“ (domy v kufru) prostřednictvím katalogu. Tyto domy nebyly ještě postaveny formou prostorové modulace, ale byly mezi prvními, u kterých byl dopraven kompletní materiál na místo stavby a podle manuálu si stavebník sestavil dům sám. Návod obsahoval 75 stran a dům se sestavoval z jednotlivých více než třiceti tisíců dílů.

### Poválečné období

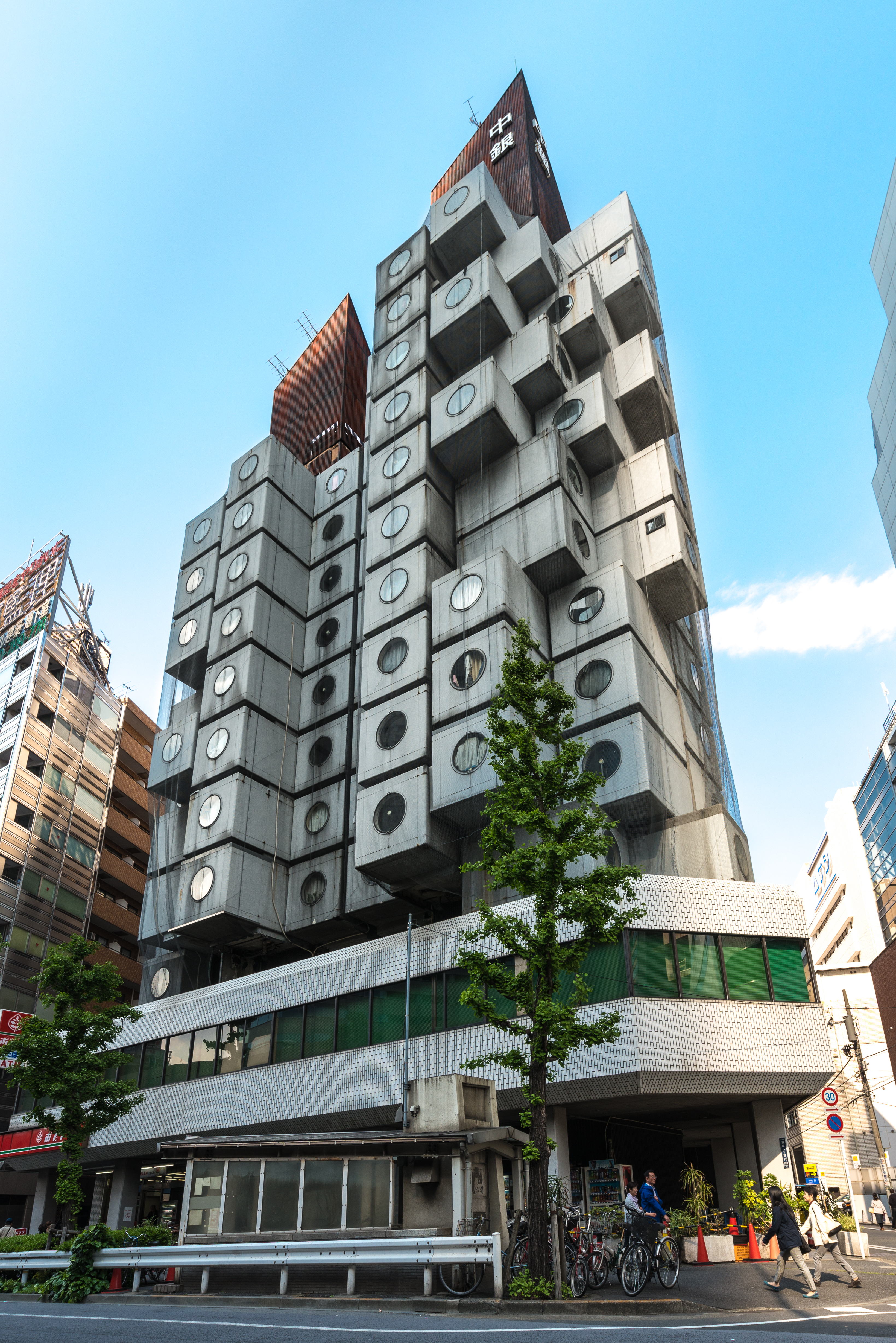
Nagakin Capsule Tower v Tokiu – ikonický příklad modulární architektury

V padesátých letech minulého století po druhé světové válce navrátivší američtí vojáci zapříčinili zvýšenou poptávku po rodinných domech. Tito vojáci hledali možnost pořídit cenově přijatelné ubytování v co nejkratší době. V této době začaly americké firmy vyrábět domy ve fabrikách. Šlo o tzv. mobilní domy - přemisťované na místo určení pomocí podvozku, který je součástí objektu.
První modulární dům, tzn. výstavba na předem připravené základy dle stavebních norem, byl vystaven v Americe v roce 1958. Tento rok lze považovat za rok zrodu[zdroj?] modulární výstavby. Dům byl vystavěn firmou Liberty Homes na klasické základy s charakterem trvalé stavby. V dalších dvaceti letech se modulární byznys v Americe prudce rozvíjel hlavně díky dramatickému[zdroj?] vývoji jeřábové techniky schopné přemísťovat až 100 tun. Díky tomu mohly být moduly větší, čímž se dále snižoval čas montáže. Limitujícím se stal pouze rozměr pro dopravu. Paralelně s přímo vyráběnými stavebními moduly se začaly ve stavebnictví uplatňovat i odstavené přepravní kontejnery, které po úpravách fungují podobně jako prefabrikované buňky – odtud pojem kontejnerová architektura.

### 90. léta
Díky počítačovému rozvoji včetně kreslících programů nastal od osmdesátých let minulého století další etapa rozvoje modulárních systémů. Dnešní zákazník si přehledně vybírá z nabízených možností. Výsledná stavba je sestavena výhradně pro něj. V 21. století jsou modulární stavby důstojným[zdroj?] konkurentem tradiční výstavby.

### 21. století

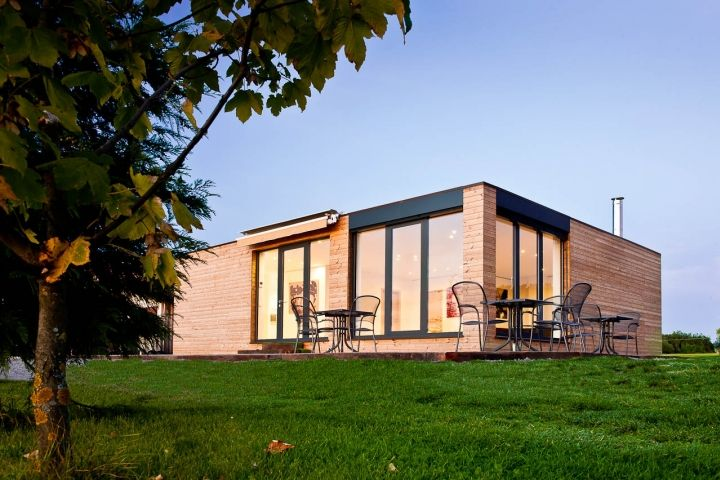
Zázemí golfového klubu na Slovensku

Na začátku 21. století modulární architektura zdomácněla[zdroj?] v Německu, Nizozemsku – ve vyspělých evropských zemích, v zemích s tradicí kvalitní architektonické tvorby.[zdroj?] Kreativním využitím modulárních systémů se zabývá nejeden architektonický ateliér. Moduly se běžně[zdroj?] používají v občanské výstavbě na stavbu mateřských škol, kolejí, domovů pro seniory, zázemí sportovišť, ale žádnou výjimkou nejsou ani obytné stavby, rodinné domy nebo rekreační objekty. 

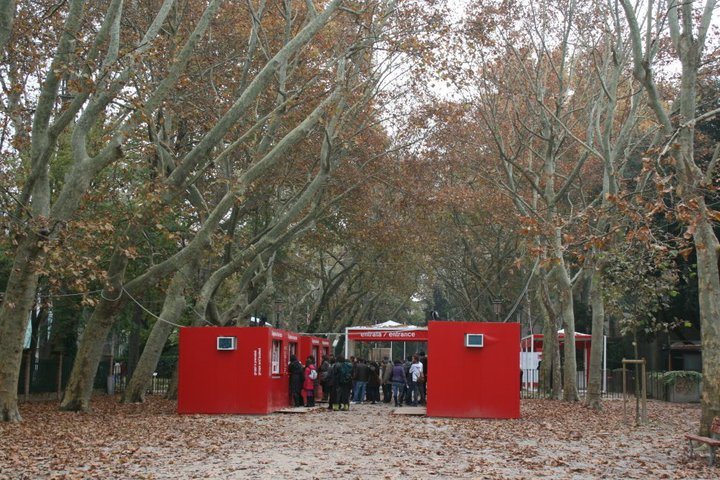
Výtvarná kvalita dočasných obslužných modulů na Bienále architektury v Benátkách 2010

Jednotlivé stavební moduly se nejčastěji vyrábějí jako rozměrově koordinované buňky, vybavené dle přání stavebníka, připravené k odvozu a osazení na pozemek. Dnes je díky novým technologiím a materiálovým inovacím, možné buňky komfortně vybavit, použít kvalitní i originální materiály do interiéru i exteriéru, díky čemuž jsou modulární stavby schopny konkurovat klasickému stavitelství.

## Historie v Česku

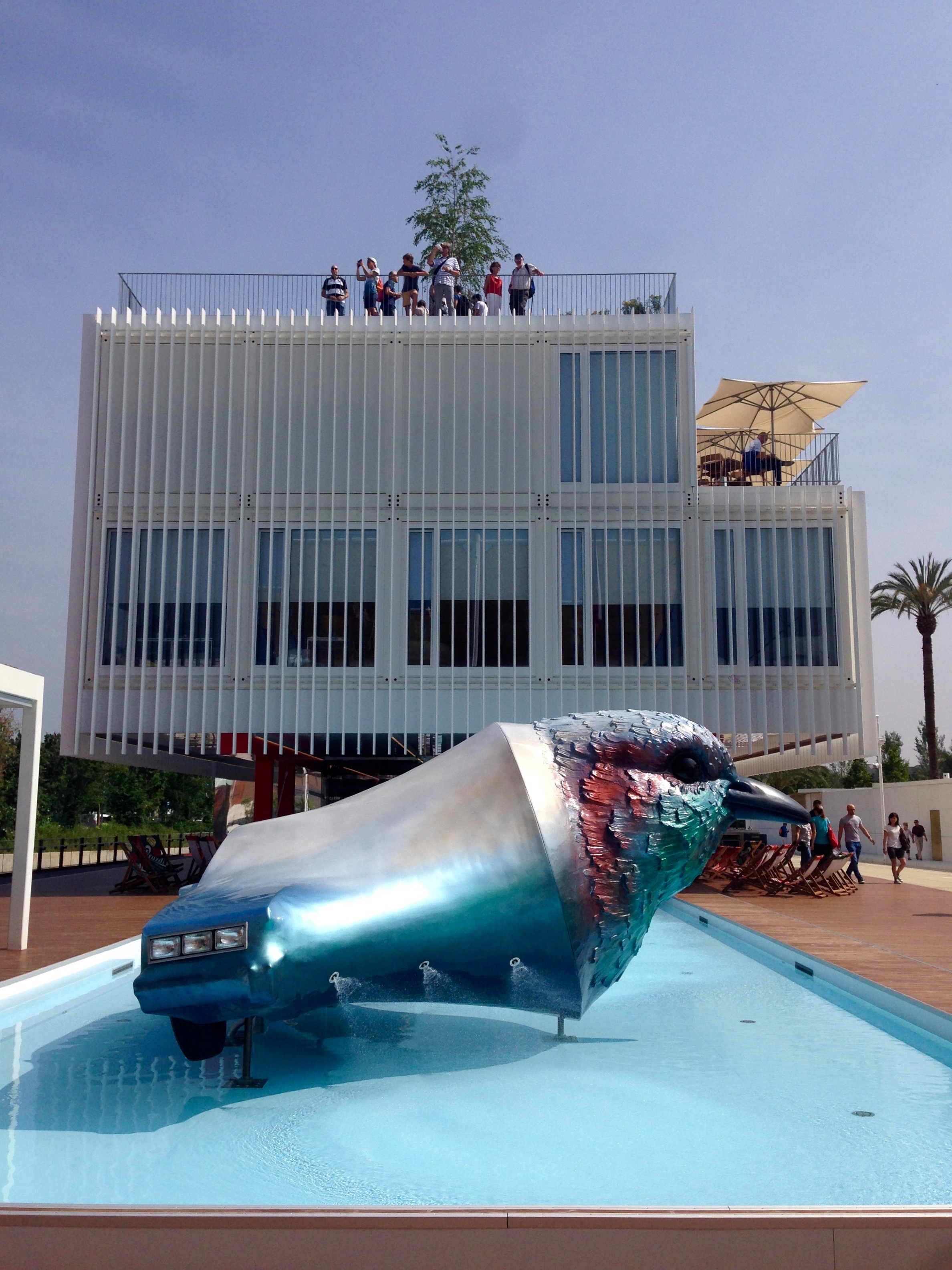
Český pavilon na Světové výstavě 2015 se dá též považovat za příklad modulární architektury

První pokusy výstavby domů pomocí modulů prováděly Pozemní stavby Gottwaldov v sedmdesátých letech. Modul byl vytvořen z betonové skořepiny. Systém se u bytové výstavby neosvědčil vzhledem k ceně a nebyl výhodnější ani z hlediska rychlosti v porovnání s panelovou výstavbou. Postaveno tímto způsobem bylo pouze několik garáží.
Po sametové revoluci začaly firmy (především ty, které vznikly z JZD Slušovice) vyrábět obytné kontejnery, z kterých byly stavěny v počátku devadesátých let domy pro azylanty v Německu. Postupně se začínají vyrábět buňky pro dočasné stavby a stále hojněji i pro stavby trvalé. Modulární architektura jako alternativa tradiční výstavby vzbudila zájem u odborné veřejnosti a pomalu se vymaňuje z obecného spíše negativního[zdroj?] vnímání společnosti, která v modulech vidí podřadnou formu stavitelství uniformní nevzhledné stísněné buňky pro nereprezentativní účely.[zdroj?] Výrobci vyvíjejí stále dokonalejší design prostorových modulů a pracuje se i na zlepšování konstrukčních, akustických a tepelně fyzikálních vlastností. Dnes tradiční moduly vyrábí firma KOMA Modular ve Vizovicích a vyvážejí je do celého světa.
V České republice se každoročně pořádá architektonická studentská soutěž na téma využití modulárních systémů (ModulArch).
Český pavilon na Expo 2015 v Miláně se též dá považovat za modulární architekturu, jelikož byl z velké části postavený z kontejnerů a po skončení výstavy se složil a odvezl.

### Příklady realizací a projektů
- Designový modulární rodinný dům pro náročné
- Modulární zázemí pro Golf Lozorno
- Mobilní záchodky jak je neznáte
- IBA DOCK, Hamburk - Han Slawik
- Architektonická studentská soutěž na téma modulární architektura
- Modulární MIMA House - MIMA architects
- Spacebox - Mart de Jong, De Vijf BV Archivováno 9. 7. 2015 na Wayback Machine.
- Loftcube - Studio Aisslinger Archivováno 19. 12. 2011 na Wayback Machine.
- Dům České televize na MFFKV 2017